# Acropora arabensis
Acropora arabensis är en korallart som beskrevs av Hodgson och Carpenter 1996. Acropora arabensis ingår i släktet Acropora och familjen Acroporidae. IUCN kategoriserar arten globalt som nära hotad.
Artens utbredningsområde är Indiska oceanen. Inga underarter finns listade i Catalogue of Life.